# Expedição britânica ao Monte Everest em 1922

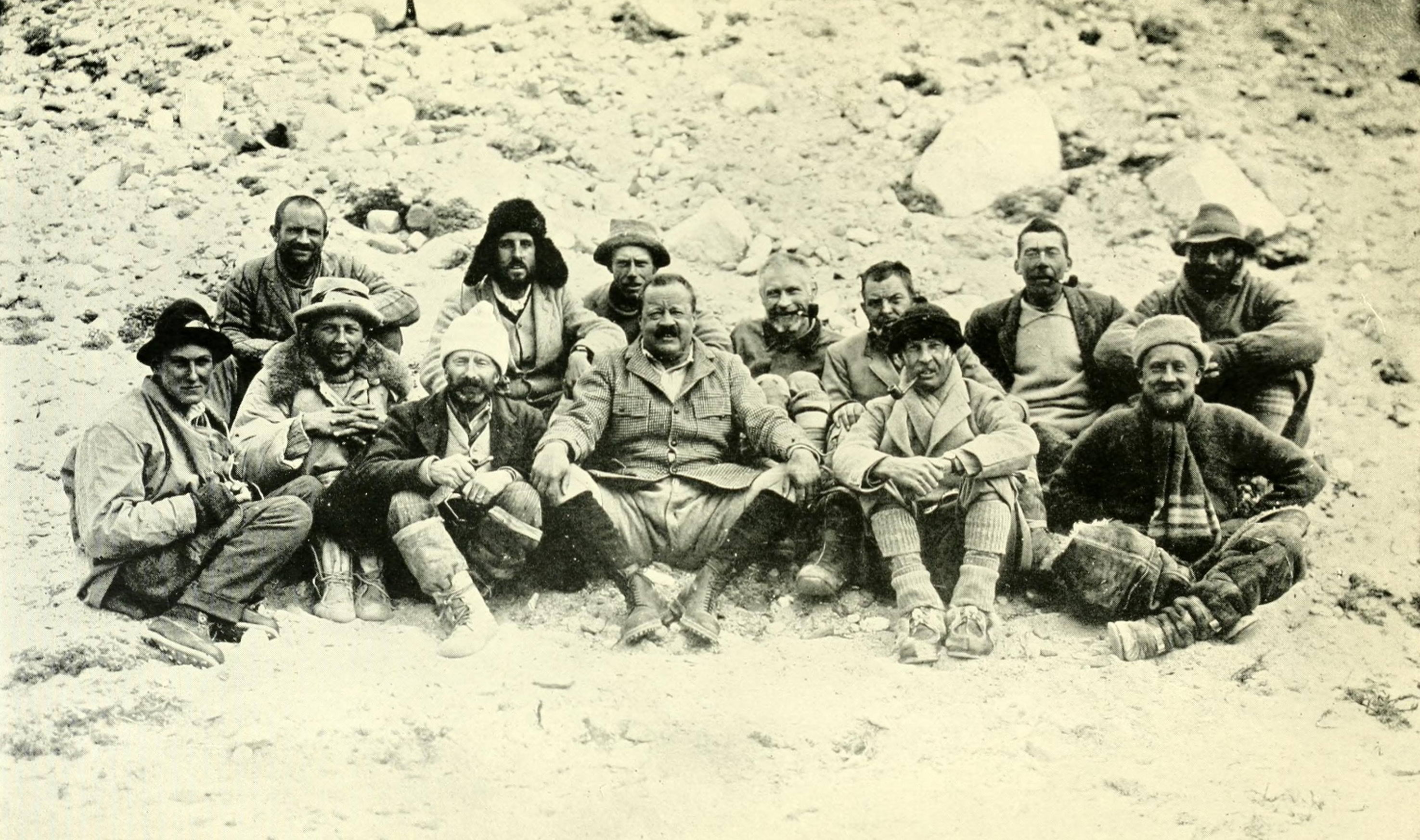
Os membros da expedição no acampamento base.
Fila de trás: Morshead, G. Bruce, Noel, Wakefield, Somervell, Morris e Edward Norton.
Fila da frente: George Leigh Mallory, Finch, Longstaff, General C. Bruce, Strutt e Crawford

A expedição britânica de 1922 ao Monte Everest foi a primeira expedição de montanhismo com o objetivo expresso de fazer a primeira escalada do Monte Everest. Esta também foi a primeira expedição que tentou escalar o Everest usando oxigênio engarrafado. A expedição tentaria escalar o Everest pelo lado norte do Tibete. Na época, o Everest não poderia ser tentado a partir do sul do Nepal, pois o país estava fechado para estrangeiros ocidentais.
A expedição britânica de reconhecimento do Monte Everest, em 1921, explorou todo o entorno leste e norte da montanha. Em busca da rota mais fácil, George Mallory, que também foi participante da expedição de 1924 (e a única pessoa nas três expedições em 1921, 1922 e 1924), descobriu uma rota que, segundo sua opinião, permitiria uma tentativa de chegada ao cume.
Depois de duas tentativas malsucedidas de cume, a expedição terminou na terceira tentativa, quando sete carregadores morreram como resultado de uma avalanche induzida pelo grupo. A expedição não só falhou em chegar ao cume, mas também marcou as primeiras mortes relatadas em escaladas no Monte Everest. A expedição, no entanto, estabeleceu um novo recorde mundial de altura de escalada de 8.326 metros (27.320 pés) durante sua segunda tentativa de cume, que foi posteriormente excedido na expedição de 1924.
Os membros da expedição europeia receberam o Prêmio Olímpico de Alpinismo nos Jogos Olímpicos de Inverno de 1924. A cada um dos 13 participantes, Pierre de Coubertin entregou uma Medalha de Prata com sobreposição de ouro.